# Estadio Atanasio Girardot
El Estadio Atanasio Girardot es un campo deportivo del Área Metropolitana del Valle de Aburrá, en Colombia, y hace parte de la Unidad Deportiva Atanasio Girardot.
El Estadio Atanasio Girardot es el segundo estadio con más capacidad (aforo) en Colombia después del Estadio Metropolitano Roberto Meléndez de Barranquilla.
Este estadio es el más grande de toda la región y el segundo de Colombia donde ofician como local en la Categoría Primera A del fútbol profesional colombiano los clubes Atlético Nacional e Independiente Medellín. En ocasiones este estadio también alberga los juegos del Envigado Fútbol Club.
Este escenario deportivo fue sede del Mundial de fútbol sub-20 de 2011, así como el escenario de inauguración de los IX Juegos Suramericanos Medellín 2010.
La Selección Colombia jugó en el 2009 partidos de la eliminatoria sudamericana rumbo al Mundial Sudáfrica 2010.

## Historia

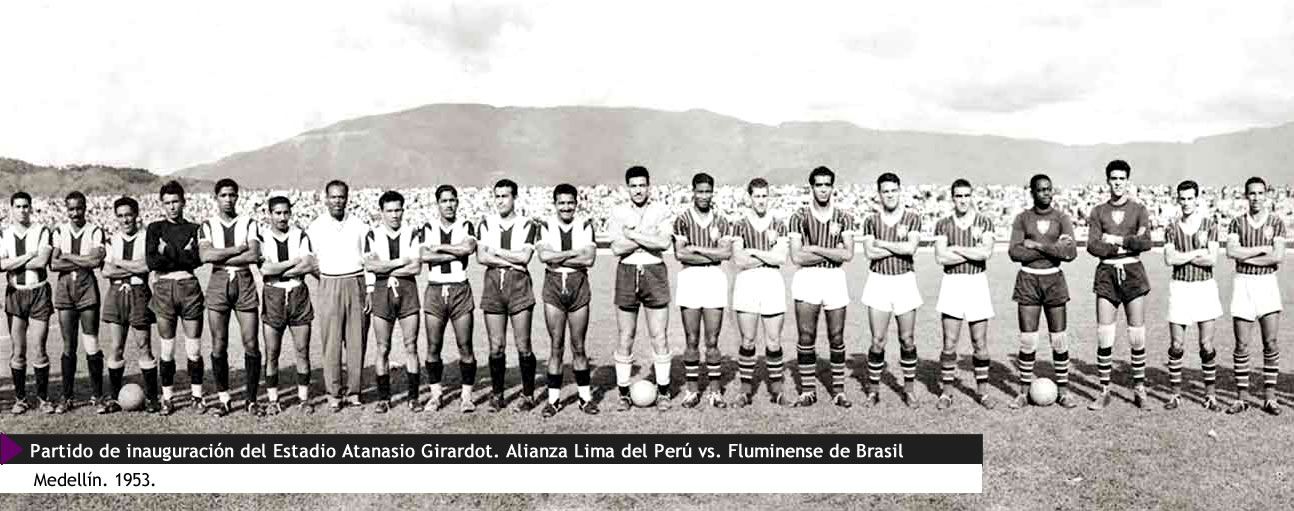
Estadio Atanasio Girardot - Inauguración

El proceso de industrialización de Medellín durante la tercera década del siglo XX hizo que los líderes antioqueños pensaran en crear un espacio apropiado para el desarrollo del deporte en la naciente metrópolis. Por eso el proyecto se aprobó para 1937, en 1946 se tuvo el terreno en la que sería una de las principales áreas urbanas de la joven ciudad y el 19 de marzo de 1953 se inauguró uno de los escenarios deportivos más destacados del país, obra del ingeniero Guillermo González Zuleta. Durante los años sucesivos el complejo deportivo fue ampliado y remodelado. El Estadio se convirtió no solo en espacio para el encuentro deportivo regional, nacional e internacional, sino también en un punto de reunión formal e informal en donde los medellinenses se dan cita.[cita requerida] Entre sus visitantes se encuentra el Papa Juan Pablo II en 5 de julio de 1986.
A lo largo de la historia de este estadio, se han dado a conocer nuevas remodelaciones, y a su vez la instalación de silletería y la pantalla ubicada en la parte norte del estadio, siendo así uno de los que cuentan con la estructura más moderna en el país.[cita requerida]
Este espacio de la ciudad de Medellín ha sido prestado para los grandes eventos lúdicos y deportivos, tanto a nivel departamental como nacional durante gran parte de su historia.
El estadio lleva por nombre el del prócer general Atanasio Girardot, quien luchó en las guerras de independencia de Colombia y Venezuela. El estadio no es el único que lleva el nombre del procér, adicionalmente es todo el complejo deportivo de la ciudad de Medellín, que lleva por nombre Unidad Deportiva Atanasio Girardot.

## Ubicación

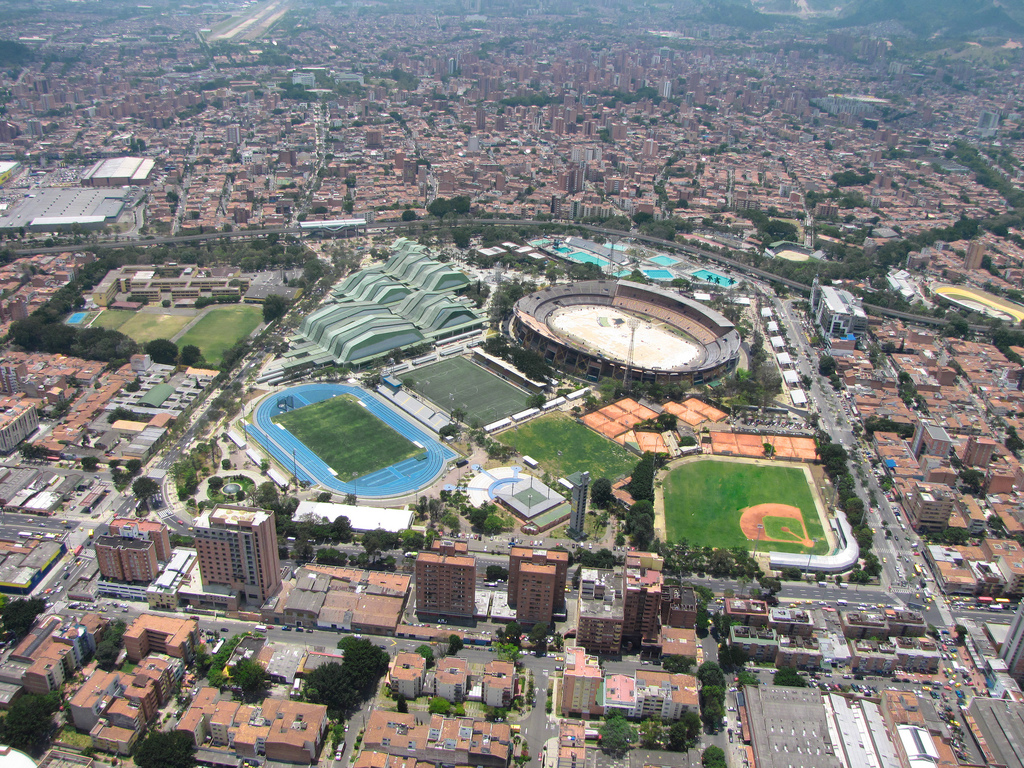
Unidad Deportiva Atanasio Girardot.

El Estadio y la Unidad Deportiva Atanasio Girardot se localizan en una zona residencial central de la ciudad, el Barrio Estadio de la Zona Centro Occidental a 1490 m s. n. m., en la confluencia de cuatro de las arterias viales principales del distrito: la avenida 70 que corre de norte a sur, la calle Pichincha que corre de oriente a occidente, la avenida Centenario que corre de sur a norte y la calle Colombia que corre de oriente a occidente. Contiguo al Estadio están otros centros de primer orden como todo un complejo educativo en su parte este conformado por el Colegio Nacional Marco Fidel Suárez y el Colegio San Ignacio. Al oeste del complejo deportivo se encuentra una exclusiva zona comercial en la cual se encuentra el centro comercial "El Obelisco" ubicado en toda la avenida Centenario, en el cual son proyectados en pantallas gigantes los juegos que ocurren en el interior del estadio cada semana. Al sur la Estación Estadio que permite un estratégico acceso a otras latitudes del Área Metropolitana de Medellín y al noroeste la IV Brigada del Ejército de Colombia. Además dentro de la unidad deportiva se encuentran 2 canchas, una sintética y otra en grama para los torneos de la Liga Antioqueña de fútbol Aficionado (LAF) y en la de grama la Marte # 1 se realiza el torneo más importante de fútbol de niños entre 10 y 12 años con equipos de todo el país y algunos de Sur, Centro y Norteamérica.
La Unidad Deportiva es un complejo deportivo que está conformado por los siguientes escenarios:
- Estadio Atanasio Girardot.
- Coliseo Cubierto Iván de Bedout.
- Diamante de Béisbol Luis Alberto Villegas.
- Velódromo Martín Emilio Cochise Rodríguez.
- Estadio de Atletismo Alfonso Galvis Duque.
- Coliseo Auxiliar Yesid Santos.
- Parque del Ajedrez.
- Conjunto de Piscinas y foso de clavados.
- Demás escenarios deportivos.

La gran mayoría de la unidad deportiva fue remodelada con motivo de los Juegos Suramericanos que se efectuaron en Medellín en 2010.

## Eventos

### Copa América 2001
Fue sede del Grupo C de la Copa América 2001 que estaba conformado por Costa Rica, Honduras, Uruguay y Bolivia.
| Fecha               | Fase    | Equipo   |                     | Resultado |                       | Equipo     | Espectadores |
| ------------------- | ------- | -------- | ------------------- | --------- | --------------------- | ---------- | ------------ |
| 13 de julio de 2001 | Grupo C | Bolivia  | Bandera de Bolivia  | 0 - 1     | Bandera de Uruguay    | Uruguay    | s/d          |
| 13 de julio de 2001 | Grupo C | Honduras | Bandera de Honduras | 0 - 1     | Bandera de Costa Rica | Costa Rica | s/d          |
| 16 de julio de 2001 | Grupo C | Uruguay  | Bandera de Uruguay  | 1 - 1     | Bandera de Costa Rica | Costa Rica | s/d          |
| 16 de julio de 2001 | Grupo C | Honduras | Bandera de Honduras | 2 - 0     | Bandera de Bolivia    | Bolivia    | s/d          |
| 19 de julio de 2001 | Grupo C | Bolivia  | Bandera de Bolivia  | 0 - 4     | Bandera de Costa Rica | Costa Rica | s/d          |
| 19 de julio de 2001 | Grupo C | Honduras | Bandera de Honduras | 1 - 0     | Bandera de Uruguay    | Uruguay    | s/d          |

### Eliminatorias para elmundial Sudáfrica 2010
| 10 de junio de 2009 | Colombia   | 1:0     | Perú |                                                                  |                                                                  |
|                     | Falcao 25' | Reporte |      | Asistencia: 42304 espectadores Árbitro(s): Carlos Simon (Brasil) | Asistencia: 42304 espectadores Árbitro(s): Carlos Simon (Brasil) |

| 5 de septiembre de 2009 | Colombia                     | 2:0     | Ecuador |                                                                        |                                                                        |
|                         | Martínez 82' Gutiérrez 90'+4 | Reporte |         | Asistencia: 42000 espectadores Árbitro(s): Sergio Pezzotta (Argentina) | Asistencia: 42000 espectadores Árbitro(s): Sergio Pezzotta (Argentina) |

| 10 de octubre de 2009 | Colombia                  | 2:4     | Chile                                               |                                                          |                                                          |
|                       | Martínez 12' · Moreno 53' | Reporte | Ponce 34' · Suazo 35' · Valdivia 71' · Orellana 78' | Asistencia: 45050 espectadores Árbitro(s): Víctor Rivera | Asistencia: 45050 espectadores Árbitro(s): Víctor Rivera |

### Copa Mundial de Fútbol Sub-20 de 2011
El Estadio Atanasio Girardot albergó 7 partidos de dicha competición mundial, entre los días 29 de julio y 17 de agosto: cinco por el Grupo F, uno de los octavos de final y una de las semifinales.

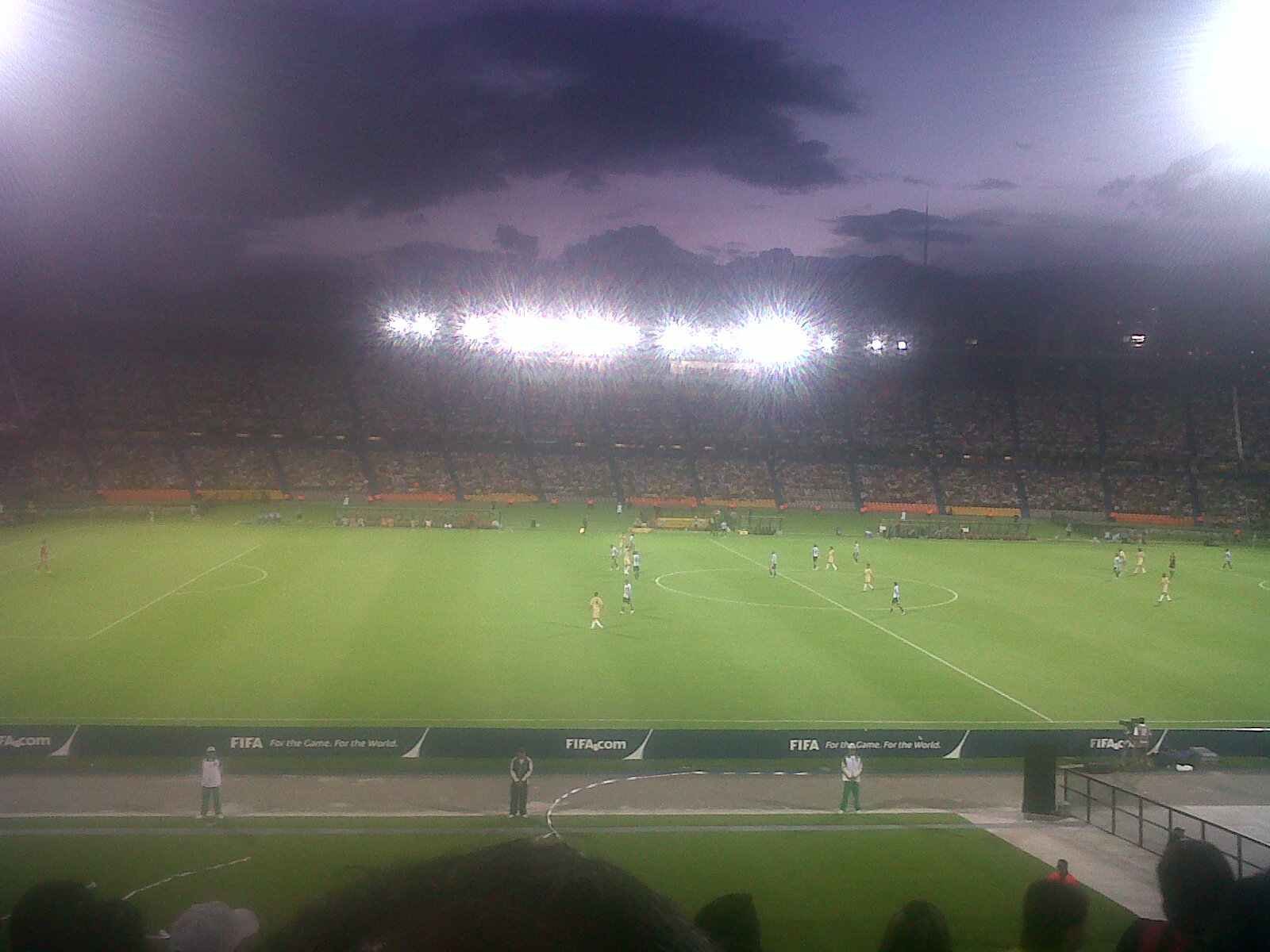
El estadio en los octavos de final: Argentina vs Egipto

| Fecha                | Fase             | Equipo     |                       | Resultado |                            | Equipo          | Espectadores                                                          |
| -------------------- | ---------------- | ---------- | --------------------- | --------- | -------------------------- | --------------- | --------------------------------------------------------------------- |
| 29 de julio de 2011  | Grupo F          | Inglaterra | Bandera de Inglaterra | 0 - 0     | Bandera de Corea del Norte | Corea del Norte | 45 995 Reporte Archivado el 16 de octubre de 2011 en Wayback Machine. |
| 29 de julio de 2011  | Grupo F          | Argentina  | Bandera de Argentina  | 1 - 0     | Bandera de México          | México          | 45 995 Reporte Archivado el 16 de octubre de 2011 en Wayback Machine. |
| 1 de agosto de 2011  | Grupo F          | México     | Bandera de México     | 3 - 0     | Bandera de Corea del Norte | Corea del Norte | 40 704 Reporte Archivado el 16 de octubre de 2011 en Wayback Machine. |
| 1 de agosto de 2011  | Grupo F          | Argentina  | Bandera de Argentina  | 0 - 0     | Bandera de Inglaterra      | Inglaterra      | 40 704 Reporte Archivado el 16 de octubre de 2011 en Wayback Machine. |
| 4 de agosto de 2011  | Grupo F          | Argentina  | Bandera de Argentina  | 3 - 0     | Bandera de Corea del Norte | Corea del Norte | 44 647 Reporte Archivado el 16 de octubre de 2011 en Wayback Machine. |
| 9 de agosto de 2011  | Octavos de final | Argentina  | Bandera de Argentina  | 2 - 1     | Bandera de Egipto          | Egipto          | 40 147 Reporte Archivado el 16 de octubre de 2011 en Wayback Machine. |
| 17 de agosto de 2011 | Semifinal        | Francia    | Bandera de Francia    | 0 - 2     | Bandera de Portugal        | Portugal        | 40 598 Reporte Archivado el 16 de octubre de 2011 en Wayback Machine. |

### Finales internacionales
Partido de vuelta final Copa Libertadores 1995
| 30 de agosto de 1995 | Atlético Nacional | 1:1     | Grêmio           |                                                                         |                                                                         |
|                      | Aristizabal 12'   | Reporte | Dinho 85' (pen.) | Asistencia: 55.000 espectadores Árbitro(s): Salvador Imperatore (Chile) | Asistencia: 55.000 espectadores Árbitro(s): Salvador Imperatore (Chile) |

Partido de ida final Copa Sudamericana 2002
| 27 de noviembre de 2002 | Atlético Nacional | 0:4     | San Lorenzo                                             |                                                                     |                                                                     |
|                         |                   | Reporte | Saja 2' · Michelini 25' · Romagnoli 52' · Astudillo 67' | Asistencia: 52.000 espectadores Árbitro(s): Márcio Rezende (Brasil) | Asistencia: 52.000 espectadores Árbitro(s): Márcio Rezende (Brasil) |

Partido de ida final Copa Interamericana 1989
| 25 de julio de 1990 | Atlético Nacional     | 2:0     | Pumas de la UNAM |                                                            |                                                            |
|                     | Fajardo · Galeano 75' | Reporte |                  | Asistencia: 26.329 espectadores Árbitro(s): Jorge Orellana | Asistencia: 26.329 espectadores Árbitro(s): Jorge Orellana |

Partido de ida final Copa Merconorte 1998
| 3 de diciembre de 1998 | Atlético Nacional           | 3:1     | Deportivo Cali |                                     |                                     |
|                        | Vásquez 29' 73' · Perea 61' | Reporte | Zapata 49'     | Árbitro(s): Felipe Russi (Colombia) | Árbitro(s): Felipe Russi (Colombia) |

Partido de vuelta final Copa Merconorte 2000
| 9 de noviembre de 2000 | Atlético Nacional           | 2:1     | Millonarios |                                        |                                        |
|                        | Moreno 8' · Aristizábal 49' | Reporte | Jiménez 56' | Árbitro(s): Henry Cervantes (Colombia) | Árbitro(s): Henry Cervantes (Colombia) |

Partido de ida final Copa Sudamericana 2014
| 3 de diciembre de 2014 | Atlético Nacional | 1:1     | River Plate    |                                                                      |                                                                      |
|                        | Berrío 34'        | Reporte | Pisculichi 65' | Asistencia: 44.412 espectadores Árbitro(s): Ricardo Marquez (Brasil) | Asistencia: 44.412 espectadores Árbitro(s): Ricardo Marquez (Brasil) |

Partido de vuelta final Copa Libertadores 2016
| 27 de julio de 2016 | Atlético Nacional | 1:0     | Independiente del Valle |                                                                       |                                                                       |
|                     | Borja 9'          | Reporte |                         | Asistencia: 48.545 espectadores Árbitro(s): Néstor Pitana (Argentina) | Asistencia: 48.545 espectadores Árbitro(s): Néstor Pitana (Argentina) |

Partido de ida final Copa Sudamericana 2016
| 30 de noviembre de 2016 | Atlético Nacional | cancelado | Chapecoense |  |  |

Partido de vuelta Recopa Sudamericana 2017
| 10 de mayo de 2017 | Atlético Nacional                | 4:1 | Chapecoense       |                                                                   |                                                                   |
|                    | Moreno 1' 66' · Ibargüen 30' 79' |     | Túlio de Melo 82' | Asistencia: 40 450 espectadores Árbitro(s): Roberto Tobar (Chile) | Asistencia: 40 450 espectadores Árbitro(s): Roberto Tobar (Chile) |

### Finales locales
- 1991 Atlético Nacional 2:1 América de Cali (Campeonato colombiano)
- 1999 Atlético Nacional 1:1 (4-2 pen) América de Cali (Campeonato colombiano)
- 2001 Independiente Medellín 0:1 América de Cali Partido de ida (Campeonato colombiano)
- 2002 Atlético Nacional 0:1 América de Cali Partido de vuelta (Torneo Apertura)
- 2002 Independiente Medellín 2:0 Deportivo Pasto Partido de ida (Torneo Finalización)
- 2004 Independiente Medellín 2:1 Atlético Nacional (Final ida Copa Mustang)
- 2004 Atlético Nacional 0:0 Independiente Medellín (Final vuelta Copa Mustang)
- 2004 Atlético Nacional 5:2 (4-5 pen) Junior (Torneo Finalización)
- 2005 Atlético Nacional 2:0 Santa Fe Partido de vuelta (Final Torneo Apertura)
- 2007 Atlético Nacional 2:1 Atlético Huila Partido de vuelta (Final Torneo Apertura)
- 2007 Atlético Nacional 0:0 La Equidad Partido de vuelta (Final Torneo Finalización)
- 2008 Independiente Medellín 0:1 América de Cali Partido de ida (Final Finalización 2008)
- 2009 Independiente Medellín 2:2 Atlético Huila Partido de vuelta (Final Finalización 2009)
- 2011 Atlético Nacional 2:1 (3:2 p.) La Equidad Partido de vuelta (Final Torneo Apertura)
- 2012 Atlético Nacional 3:0 Junior Partido de vuelta (Final Superliga de Colombia 2012)
- 2012 Atlético Nacional 2:0 Deportivo Pasto Partido de vuelta (Final Copa Colombia)
- 2012 Independiente Medellín 0:0 Millonarios F. C. Partido de ida (Final Torneo Finalización)
- 2013 Atlético Nacional 0:0 Santa Fe Partido de ida (Final Torneo Apertura)
- 2013 Atlético Nacional 2:0 Deportivo Cali Partido de vuelta (Final Torneo Finalización)
- 2014 Atlético Nacional 1:0 (3:4 p.) Deportivo Cali Partido de vuelta (final Superliga de Colombia 2014)
- 2014 Atlético Nacional 2:1 (4:2 p.) Junior Partido de vuelta (Final Torneo Apertura 2014)
- 2014 Independiente Medellín 1:2 Santa Fe Partido de ida (Final Finalización 2014)
- 2015 Atlético Nacional 2:1 Santa Fe Partido de ida (Final Superliga Postobón 2015
- 2015 Independiente Medellín 1:2 Deportivo Cali Partido de vuelta (Final) (Apertura 2015).
- 2015 Atlético Nacional 1:0 (3-2 p.) Junior Partido de vuelta (Final) (Finalización 2015).
- 2016 Atlético Nacional 3:0 Deportivo Cali Partido de vuelta (Final) (Final Superliga 2016).

- 2016 Independiente Medellín 2:0 Junior Partido de vuelta (Final) (Apertura 2016).
- 2017 Independiente Medellín 0:0 Santa Fe Partido de ida (Final) (Final Superliga 2017).
- 2017 Atlético Nacional 5:1 Deportivo Cali Partido de vuelta (Final Apertura 2017)
- 2018 Atlético Nacional 1:2 Millonarios F. C. Partido de vuelta (Final) (Final Superliga 2018).
- 2018 Atlético Nacional 1:2 (2-4 pen) Deportes Tolima Partido de vuelta (Final Apertura 2018)
- 2018 Independiente Medellín 3:1 Junior (Final Finalización 2018)
- 2023 Independiente Medellín 2-1 Junior (Final Finalización 2023)
- 2024 Atlético Nacional 2-0 Tolima (Final Finalización 2024)
- 2025 Independiente Medellín 1-2 SantaFe (Final Apertura 2025)

## Eventos no deportivos

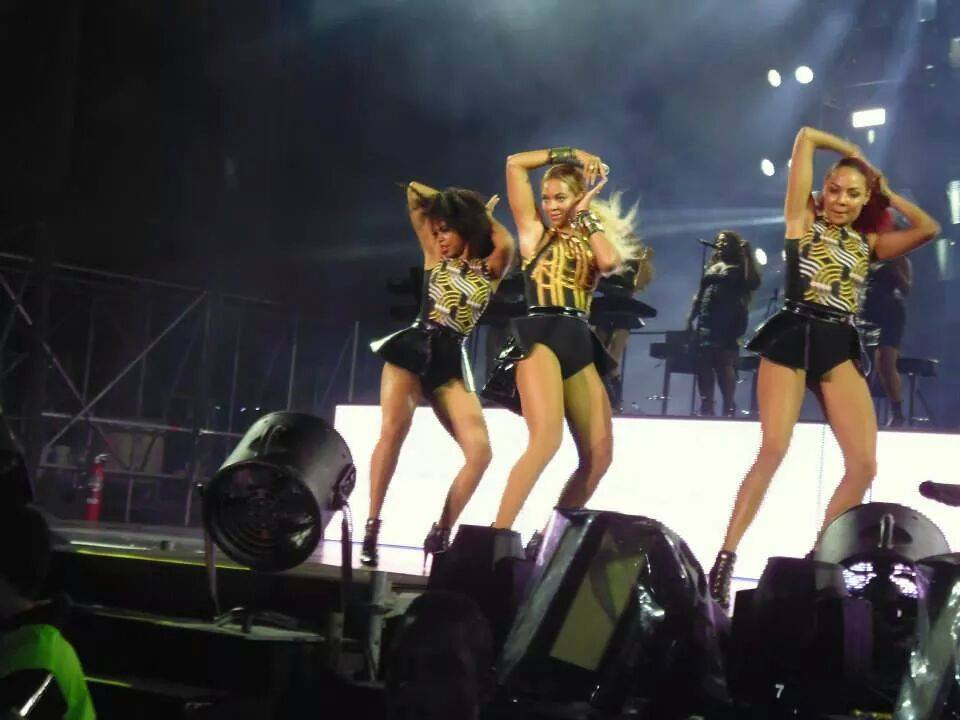
Beyoncé durante The Mrs. Carter Show World Tour en el Estadio Atanasio Girardot.

Gracias a su aforo, el Estadio Atanasio Girardot ha sido sede de diversos eventos, tales como la visita de Juan Pablo II en 1986, así como varios conciertos, entre los que cabe destacar los de Soda Stereo (1995), Maná (1998, 2003 y 2012), Coffee Makers y Juanes (2001), RBD (2005 y 2023), Madonna (2012), Beyoncé (2013), Marky Ramone's Blitzkrieg y Guns N' Roses (2016 y 2025), Bad Bunny (2022), Shakira (1996 y 2025) y Morat & Juanes (2022). También ha albergado conciertos de artistas locales como el de J Balvin (2019 y 2025), Karol G (2021 y 2023) Feid (2024) y Maluma (2022 y 2024), siendo este reconocido por su concierto «Medellín en el Mapa», contando con la presencia de artistas internacionales como Madonna.

## Sede
El complejo deportivo es además sede de numerosas ligas deportivas entre las cuales se encuentran las siguientes: Atletismo, baloncesto, balonmano, béisbol, softbol, ciclismo, esgrima, fútbol, gimnasia, judo, karate, microfútbol, monopatín, motociclismo, natación, patinaje, halterofilia (pesas), taekwondo, tejo, tenis de campo, voleibol, ajedrez, tenis de mesa, voleibol de playa, futsal, lucha olímpica, hapkido, wu shu, tiro deportivo, rugby y fútbol americano.